# Атомски број
Атомски број или протонски број (редни број, Z) једног хемијског елемента показује које место он заузима у периодном систему елемената. Обично се обележава латинским словом Z. У исто време овај број показује колико има протона у атомском језгру тог хемијског елемента. Пошто број протона и електрона у једном атому је једнак, може се рећи да атомски број показује и број електрона у електронском омотачу тог елемента. Сваки елемент у периодном систему елемената има јединствен атомски број. Особине хемијских елемента су периодичне функције атомског броја. Ово је открио руски научник Мендељејев.Атомски број треба разликовати од масеног броја који представља број нуклеона у атомском језгру (збир протона и неутрона).
Збир атомског броја Z и броја неутрона N даје масени број А атома. Будући да протони и неутрони имају приближно исту масу (при чему је маса електрона занемарљива у многе сврхе) и да је дефект масе нуклеонског везивања увек мали у поређењу са масом нуклеона, атомска маса било ког атома када је изражена у уједињеним атомским масеним јединицама (чинећи количину која се назива „релативна изотопска маса“) налази се унутар 1% од целог броја А.
Атоми са истим атомским бројем, али различитим неутронским бројевима, а тиме и различитим масеним бројевима, познати су као изотопи. Нешто више од три четвртине природних елемената постоји као смеша изотопа (види моноизотопске елементе), и просечну изотопску масу изотопске смеше елемента (која се назива релативна атомска маса) у одређеном окружењу на Земљи одређује стандардна атомска тежина елемента. Историјски гледано, управо су те атомске тежине елемената (у поређењу са водоником) биле величине које су хемичари мерили у 19. веку.
Конвенциони симбол Z потиче од немачке речи Zahl што значи број, који је пре модерне синтезе идеја из хемије и физике само означавао нумеричко место елемента у периодном систему, чији је редослед приближно, али не у потпуности, у складу са редоследом елемената по атомским тежинама. Тек након 1915. године, са сугестијом и доказима да је овај Z број уједно нуклеарни набој и физичка карактеристика атома, реч Atomzahl (и њен енглески еквивалент атомски број) ушла је у уобичајену употребу у овом контексту.

## Историја

### Периодни систем и природни број за сваки елемент
Слободно говорећи, постојање или конструкција периодног система елемената ствара редослед елемената, тако да се могу нумерисати по том редоследу.
Дмитриј Мендељејев је тврдио да је своје прве периодичне таблице (први пут објављене 6. марта 1869) распоредио по редоследу атомске тежине („Atomgewicht“). Међутим, с обзиром на уочена хемијска својства елемената, он је мало променио редослед и ставио је телур (атомска тежина 127,6) испред јода (атомска тежина 126,9). Ово постављање је у складу са савременом праксом распоређивања елемената по протонском броју, Z, али у то време тај број није био познат, нити се претпостављало да постоји.
Једноставно нумерисање засновано на положају у периодном систему, међутим, никада није било сасвим задовољавајуће. Поред случаја јода и телура, касније је постало познато да неколико других парова елемената (попут аргона и калијума, кобалта и никла) имају готово идентичне или обрнуте атомске тежине, због чега је њихово постављање у периодни систем одређено њиховим хемијским својствима. Међутим, постепена идентификација све више и више хемијски сличних лантаноидних елемената, чији атомски број није био очигледан, довела је до недоследности и несигурности у периодичном нумерисању елемената барем од лутецијума (елемент 71) надаље (хафнијум у то време није био познат).

### Радерфорд-Боров модел и ван ден Брок
Године 1911. Ернест Радерфорд је дао модел атома у којем је централно језгро држало већи део масе атома и позитивно наелектрисање, које је у јединицама наелектрисања електрона, требало да буде приближно једнако половини атомске тежине атома, изражено у бројевима атома водоника. Стога би овај централни набој био приближно половина атомске тежине (мада се готово 25% разликовао од атомског броја злата ( = 79, A = 197), појединачног елемента на основу којег је Радерфорд извео претпоставку). Ипак, упркос Радерфордове процене да је злато имало централни набој од око 100 (али је било елемент  = 79 на периодном систему), месец дана касније Антониус ван ден Брук први је формално предложио да су централни набој и број електрони у атому били су тачно једнаки његовом месту у периодном систему (такође познато као број елемента, атомски број и означен са Z). На крају се показало да је то случај.

### Мозлијев експеримент из 1913.
Експериментално становиште се драматично поправило након истраживања Хенрија Мозлија из 1913. Мозли је, након разговора са Бором који је био у истој лабораторији (и који је користио ван ден Брукову хипотезу у свом Боровом моделу атома), одлучио да директно тестира ван ден Брукову и Борову хипотезу, утврђујући да ли се спектралне линије емитоване из побуђених атома уклапају је поставку Борове теорије да је фреквенција спектралних линија пропорционална квадрату Z.
Да би то учинио, Мозли је мерио таласне дужине најдубљих фотонских прелаза (K и L линије) које производе елементи од алуминијума (Z = 13) до злата (Z = 79) које је користио као низ покретних анодних мета унутар рендгенске цеви. Квадратни корен фреквенције ових фотона (рендгенских зрака) повећавао се од једне до друге мете у аритметичкој прогресији. То је довело до закључка (Мозлијев закон) да атомски број у потпуности одговара (са помаком једне јединице за K-линије, у Мозлијевом раду) израчунатом електричном набоју језгра, односно атомском број Z. Између осталог , Мозли је показао да серија лантаноида (од лантана до лутецијума) мора да има 15 чланова - ни мање ни више - што је било далеко од очигледног из познате хемије у то време.

### Недостајући елементи
Након Мозлијеве смрти 1915. године, његовом методом испитивани су атомски бројеви свих познатих елемената од водоника до уранијума (Z = 92). Било је седам елемената (са Z < 92) који нису пронађени и због тога су идентификовани као још увек неоткривени, што је одговарало атомским бројевима 43, 61, 72, 75, 85, 87 и 91. Од 1918. до 1947. откривено је свих седам недостајућих елемената. У то време су такође откривена прва четири трансуранијумска елемента, тако да је периодни систем био потпун, без празнина све до киријума (Z = 96).

### Протон и идеја нуклеарних електрона
Године 1915, није био разјашњен разлог квантизовања нуклеарног наелектрисања у јединицама Z, за које је сада било признато да су једнаке броју елемената. Једна стара идеја звана Праутова хипотеза постулирала је да су сви елементи направљени од остатака (или „протила“) најлакшег елемента водоника, који је у Бор-Радерфордовом моделу имао један електрон и нуклеарни набој од један. Међутим, већ 1907. године, Радерфорд и Томас Ројдс су показали да су алфа честице, које су имале наелектрисање +2, језгра атома хелијума, која су имала масу четири пута већу од масе водоника, а не два пута. Ако је Праутова хипотеза била тачна, нешто би морало да неутралише део наелектрисања језгара водоника присутних у језгрима тежих атома.
Године 1917, Радерфорд је успео да генерише језгра водоника из нуклеарне реакције између алфа честица и гаса азота, и веровао је да је доказао Праутов закон. Нове тешке нуклеарне честице назвао је протонима 1920. године (алтернативна имена су била проутони и протили). Из Мозлијевог рада било је одмах очигледно да језгра тешких атома имају више него двоструко већу масу него што би се очекивало да су направљена од језгара водоника, те је стога била потребна хипотеза за неутрализацију додатних претпостављених протона присутних у свим тешким језгрима. Претпостављало се да се језгро хелијума састоји од четири протона плус два „нуклеарна електрона“ (електрони везани унутар језгра) да би поништили два наелектрисања. На другом крају периодног система, сматрало се да језгро злата масе 197 пута веће од водоника садржи 118 нуклеарних електрона у језгру, дајући му заостали набој од +79, у складу са његовим атомским бројем.

### Откриће неутрона чинипротонским бројем
Сва разматрања нуклеарних електрона окончана су са Џејмс Чедвиковим открићем неутрона 1932. године. Од тада се сматра да атом злата садржи 118 неутрона, а не 118 нуклеарних електрона, а његов позитивни набој је у потпуности произашао из садржаја 79 протона. После 1932. године, према томе, атомски број елемента Z такође је схваћен да је идентичан протонском броју његових језгара.

## Симбол
Конвенционални симбол Z вероватно потиче од немачке речи Atomzahl (атомски број). Међутим, до 1915. године реч Zahl (једноставно број) je коришћена за редни број елемента у периодном систему елемената.

## Хемијска својства
Сваки елемент има одређени скуп хемијских својстава као последицу броја електрона присутних у неутралном атому, који је Z (атомски број). Конфигурација ових електрона следи из принципа квантне механике. Број електрона у електронским омотачима сваког елемента, нарочито у најудаљенијој валентној љусци, је примарни фактор у одређивању његовог хемијског понашања. Отуда је само атомски број тај који одређује хемијска својства елемента; и из тог разлога се елемент може дефинисати као састојак било које смеше атома са датим атомским бројем.

## Нови елементи
Потрага за новим елементима обично се описује помоћу атомских бројева. Према подацима из 2019. године откривени су сви елементи са атомским бројевима од 1 до 118. Синтеза нових елемената постиже се бомбардовањем циљних атома тешких елемената јонима, тако да је збир атомских бројева мета и јонских елемената једнак атомском броју елемента који се ствара. Генерално, полуживот постаје краћи како се атомски број повећава, мада за неоткривене изотопе са одређеним бројем протона и неутрона може постојати „острво стабилности“.